# Hamburger Sport-Verein 2002-2003
Questa voce raccoglie le informazioni riguardanti l'Hamburger Sport-Verein nelle competizioni ufficiali della stagione 2002-2003.

## Stagione
Nella stagione 2002-2003 l'Amburgo, allenato da Kurt Jara, concluse il campionato di Bundesliga al 4º posto. In Coppa di Germania l'Amburgo fu eliminato agli ottavi di finale dal Bochum.

## Rosa
| N. |                                 | Ruolo | Calciatore          |
| -- | ------------------------------- | ----- | ------------------- |
| 1  | Germania (bandiera)             | P     | Martin Pieckenhagen |
| 2  | Germania (bandiera)             | D     | Marcel Maltritz     |
| 3  | Germania (bandiera)             | C     | Christian Rahn      |
| 4  | Germania (bandiera)             | D     | Ingo Hertzsch       |
| 5  | Paesi Bassi (bandiera)          | D     | Nico-Jan Hoogma     |
| 6  | Svizzera (bandiera)             | C     | Raphaël Wicky       |
| 7  | Germania (bandiera)             | C     | Martin Groth        |
| 8  | Austria (bandiera)              | D     | Michael Baur        |
| 9  | Argentina (bandiera)            | A     | Bernardo Romeo      |
| 11 | Paesi Bassi (bandiera)          | A     | Erik Meijer         |
| 12 | Danimarca (bandiera)            | D     | Lars Jacobsen       |
| 13 | Danimarca (bandiera)            | A     | Kim Christensen     |
| 14 | Bosnia ed Erzegovina (bandiera) | A     | Sergej Barbarez     |
| 15 | Iran (bandiera)                 | C     | Mehdi Mahdavikia    |

| N. |                      | Ruolo | Calciatore            |
| -- | -------------------- | ----- | --------------------- |
| 16 | Namibia (bandiera)   | C     | Collin Benjamin       |
| 17 | Austria (bandiera)   | C     | Richard Kitzbichler   |
| 18 | Rep. Ceca (bandiera) | D     | Milan Fukal           |
| 19 | Libano (bandiera)    | C     | Roda Antar            |
| 20 | Germania (bandiera)  | C     | Bernd Hollerbach      |
| 21 | Rep. Ceca (bandiera) | D     | Tomáš Ujfaluši        |
| 22 | Argentina (bandiera) | C     | Cristian Raúl Ledesma |
| 24 | Germania (bandiera)  | D     | Stephan Kling         |
| 27 | Argentina (bandiera) | C     | Rodolfo Cardoso       |
| 28 | Germania (bandiera)  | P     | Thomas Hillenbrand    |
| 29 | Germania (bandiera)  | P     | Stefan Wächter        |
| 30 | Germania (bandiera)  | A     | Eren Sen              |
| 32 | Giappone (bandiera)  | A     | Naohiro Takahara      |

## Organigramma societario
Area tecnica
- Allenatore: Kurt Jara
- Allenatore in seconda: Manfred Linzmaier, Armin Reutershahn
- Preparatore dei portieri:
- Preparatori atletici:

## Calciomercato

### Sessione estiva
| Acquisti | Acquisti              | Acquisti         | Acquisti |
| R.       | Nome                  | da               | Modalità |
| -------- | --------------------- | ---------------- | -------- |
| D        | Michael Baur          | Wacker Innsbruck |          |
| D        | Lars Jacobsen         | Odense           |          |
| C        | Richard Kitzbichler   | Salisburgo       |          |
| D        | Stephan Kling         | Bayern Monaco    |          |
| C        | Cristian Raúl Ledesma | River Plate      |          |
| C        | Christian Rahn        | St. Pauli        |          |
| P        | Carsten Wehlmann      | Hannover 96      |          |

| Cessioni | Cessioni                          | Cessioni            | Cessioni |
| R.       | Nome                              | da                  | Modalità |
| -------- | --------------------------------- | ------------------- | -------- |
| A        | Kim Christensen (calciatore 1980) | Amburgo II          |          |
| P        | Thomas Hillenbrand                | Amburgo II          |          |
| C        | Marcel Ketelaer                   | Borussia M'gladbach |          |
| A        | Roy Präger                        | Wolfsburg           |          |
| D        | Jan Sandmann                      | Union Berlino       |          |

### Sessione invernale
| Acquisti | Acquisti         | Acquisti     | Acquisti |
| R.       | Nome             | da           | Modalità |
| -------- | ---------------- | ------------ | -------- |
| A        | Naohiro Takahara | Júbilo Iwata |          |

| Cessioni | Cessioni         | Cessioni          | Cessioni |
| R.       | Nome             | da                | Modalità |
| -------- | ---------------- | ----------------- | -------- |
| C        | Jörg Albertz     | Shanghai Shenhua  |          |
| A        | Marek Heinz      | Arminia Bielefeld |          |
| P        | Carsten Wehlmann | Lubecca           |          |

## Risultati

### Bundesliga

#### Girone di andata
| Arbitro: | Albrecht |

|                         |           |          |
| Albertz 82’ (rig.), 84’ | Marcatori | 6’ Żuraw |

| Arbitro: | Steinborn |

|                           |           |              |
| Charisteas 9’ Wehlage 50’ | Marcatori | 20’ Ujfaluši |

| Arbitro: | Fröhlich |

|  |           |                              |
|  | Marcatori | 25’, 85’ Pizarro 90’ Zickler |

| Arbitro: | Wack |

|                                 |           |           |
| Effenberg 51’ (rig.) Sarpei 83’ | Marcatori | 71’ Antar |

| Arbitro: | Weiner |

|                |           |  |
| Romeo 66’, 77’ | Marcatori |  |

| Arbitro: | Krug |

|                      |           |  |
| Paraíba 50’ Goor 52’ | Marcatori |  |

| Arbitro: | Kemmling |

|                             |           |                   |
| Romeo 14’, 86’ Barbarez 23’ | Marcatori | 9’ Seitz 26’ Hleb |

| Arbitro: | Stark |

|                               |           |  |
| Agali 9’ Sand 15’ Asamoah 45’ | Marcatori |  |

| Arbitro: | Merk |

|            |           |  |
| Meijer 47’ | Marcatori |  |

| Arbitro: | Fleischer |

|                  |           |            |
| Diabang 14’, 57’ | Marcatori | 66’ Meijer |

| Arbitro: | Wack |

|             |           |                 |
| Rosický 67’ | Marcatori | 90’ Christensen |

| Arbitro: | Krug |

|           |           |  |
| Romeo 29’ | Marcatori |  |

| Arbitro: | Jansen |

|                  |           |                                     |
| Ćirić 40’ (rig.) | Marcatori | 26’ Barbarez 51’ Maltritz 66’ Romeo |

| Arbitro: | Merk |

|             |           |               |
| Cardoso 47’ | Marcatori | 90’ Juskowiak |

| Arbitro: | Keßler |

|                          |           |                            |
| Balitsch 11’ Baştürk 21’ | Marcatori | 3’, 52’ Romeo 76’ Barbarez |

| Arbitro: | Albrecht |

|              |           |              |
| Barbarez 56’ | Marcatori | 90’ Graulund |

| Rostock 14 dicembre 2002, ore 15:30 CET 17ª giornata | Hansa Rostock | 0 – 0 referto | Amburgo | Ostseestadion (21 400 spett.)\| Arbitro: \| Wagner \| |
| Arbitro:                                             | Wagner        |               |         |                                                       |

#### Girone di ritorno
| Arbitro: | Fleischer |

|                        |           |                         |
| Bobic 40’ Idrissou 50’ | Marcatori | 64’ Ujfaluši 78’ Meijer |

| Arbitro: | Jansen |

|              |           |  |
| Barbarez 55’ | Marcatori |  |

| Arbitro: | Wagner |

|             |           |              |
| Pizarro 11’ | Marcatori | 90’ Takahara |

| Arbitro: | Kinhöfer |

|                          |           |  |
| Cardoso 39’ Benjamin 90’ | Marcatori |  |

| Arbitro: | Keßler |

|                       |           |  |
| Lokvenc 51’ Klose 58’ | Marcatori |  |

| Arbitro: | Wack |

|            |           |  |
| Hoogma 55’ | Marcatori |  |

| Arbitro: | Merk |

|             |           |                |
| Kurányi 20’ | Marcatori | 43’ Mahdavikia |

| Arbitro: | Aust |

|                             |           |                   |
| Romeo 29’, 90’ Takahara 87’ | Marcatori | 57’ van Hoogdalem |

| Arbitro: | Strampe |

|                          |           |  |
| Pletsch 55’ Forssell 60’ | Marcatori |  |

| Arbitro: | Stark |

|                |           |  |
| Hain 9’ (aut.) | Marcatori |  |

| Arbitro: | Fleischer |

|           |           |            |
| Romeo 65’ | Marcatori | 68’ Koller |

| Arbitro: | Fandel |

|         |           |           |
| Max 36’ | Marcatori | 65’ Fukal |

| Arbitro: | Aust |

|                                                 |           |  |
| Fukal 36’ Romeo 43’ Mahdavikia 55’ Takahara 76’ | Marcatori |  |

| Cottbus 3 maggio 2003, ore 15:30 CEST 31ª giornata | Energie Cottbus | 0 – 0 referto | Amburgo | Stadion der Freundschaft (12 448 spett.)\| Arbitro: \| Kircher \| |
| Arbitro:                                           | Kircher         |               |         |                                                                   |

| Arbitro: | Krug |

|                                                |           |              |
| Barbarez 18’ Romeo 55’ Meijer 90’ Jacobsen 90’ | Marcatori | 88’ Balitsch |

| Arbitro: | Koop |

|                  |           |          |
| Christiansen 31’ | Marcatori | 82’ Rahn |

| Arbitro: | Jansen |

|                       |           |  |
| Cardoso 45’ Romeo 53’ | Marcatori |  |

### Coppa di Germania
| Arbitro: | Gräfe |

|  |           |                                                                |
|  | Marcatori | 6’ Wicky 47’, 89’ Romeo 56’ Hoogma 74’ Albertz 80’ Christensen |

| Arbitro: | Strampe |

|                              |           |  |
| Maltritz 53’ Christensen 73’ | Marcatori |  |

| Arbitro: | Sippel |

|  |           |            |
|  | Marcatori | 35’ Freier |

## Statistiche

### Statistiche di squadra
| Competizione      | Punti | In casa | In casa | In casa | In casa | In casa | In casa | In trasferta | In trasferta | In trasferta | In trasferta | In trasferta | In trasferta | Totale | Totale | Totale | Totale | Totale | Totale | DR  |
| Competizione      | Punti | G       | V       | N       | P       | Gf      | Gs      | G            | V            | N            | P            | Gf           | Gs           | G      | V      | N      | P      | Gf     | Gs     | DR  |
| ----------------- | ----- | ------- | ------- | ------- | ------- | ------- | ------- | ------------ | ------------ | ------------ | ------------ | ------------ | ------------ | ------ | ------ | ------ | ------ | ------ | ------ | --- |
| Bundesliga        | 56    | 17      | 13      | 3       | 1       | 30      | 11      | 17           | 2            | 8            | 7            | 16           | 25           | 34     | 15     | 11     | 8      | 46     | 36     | +10 |
| Coppa di Germania | -     | 2       | 1       | 0       | 1       | 2       | 1       | 1            | 1            | 0            | 0            | 6            | 0            | 3      | 2      | 0      | 1      | 8      | 1      | +7  |
| Totale            | 56    | 19      | 14      | 3       | 2       | 32      | 12      | 18           | 3            | 8            | 7            | 22           | 25           | 37     | 17     | 11     | 9      | 54     | 37     | +17 |

### Andamento in campionato
| Giornata  | 1 | 2 | 3  | 4  | 5  | 6  | 7  | 8  | 9  | 10 | 11 | 12 | 13 | 14 | 15 | 16 | 17 | 18 | 19 | 20 | 21 | 22 | 23 | 24 | 25 | 26 | 27 | 28 | 29 | 30 | 31 | 32 | 33 | 34 |
| --------- | - | - | -- | -- | -- | -- | -- | -- | -- | -- | -- | -- | -- | -- | -- | -- | -- | -- | -- | -- | -- | -- | -- | -- | -- | -- | -- | -- | -- | -- | -- | -- | -- | -- |
| Luogo     | C | T | C  | T  | C  | T  | C  | T  | C  | T  | T  | C  | T  | C  | T  | C  | T  | T  | C  | T  | C  | T  | C  | T  | C  | T  | C  | C  | T  | C  | T  | C  | T  | C  |
| Risultato | V | P | P  | P  | V  | P  | V  | P  | V  | P  | N  | V  | V  | N  | V  | N  | N  | N  | V  | N  | V  | P  | V  | N  | V  | P  | V  | N  | N  | V  | N  | V  | N  | V  |
| Posizione | 4 | 5 | 12 | 15 | 12 | 14 | 11 | 14 | 11 | 13 | 13 | 11 | 10 | 10 | 7  | 7  | 7  | 9  | 6  | 7  | 6  | 7  | 5  | 6  | 4  | 5  | 4  | 5  | 6  | 5  | 5  | 4  | 4  | 4  |

Legenda:

Luogo: C = Casa; T = Trasferta. Risultato: V = Vittoria; N = Pareggio; P = Sconfitta.

### Statistiche dei giocatori
| Giocatore       | Bundesliga | Bundesliga | Bundesliga  | Bundesliga | Coppa di Germania | Coppa di Germania | Coppa di Germania | Coppa di Germania | Totale   | Totale | Totale      | Totale     |
| Giocatore       | Presenze   | Reti       | Ammonizioni | Espulsioni | Presenze          | Reti              | Ammonizioni       | Espulsioni        | Presenze | Reti   | Ammonizioni | Espulsioni |
| --------------- | ---------- | ---------- | ----------- | ---------- | ----------------- | ----------------- | ----------------- | ----------------- | -------- | ------ | ----------- | ---------- |
| J. Albertz      | 4          | 2          | 0           | 0          | 1                 | 1                 | 0                 | 0                 | 5        | 3      | 0           | 0          |
| R. Antar        | 7          | 1          | 0           | 0          | 1                 | 0                 | 0                 | 0                 | 8        | 1      | 0           | 0          |
| S. Barbarez     | 24         | 6          | 5           | 2          | 1                 | 0                 | 0                 | 0                 | 25       | 6      | 5           | 2          |
| M. Baur         | 10         | 0          | 2           | 1          | 1                 | 0                 | 0                 | 0                 | 11       | 0      | 2           | 1          |
| C. Benjamin     | 20         | 1          | 4           | 0          | 2                 | 0                 | 0                 | 0                 | 22       | 1      | 4           | 0          |
| R. Cardoso      | 22         | 3          | 4           | 0          | 2                 | 0                 | 0                 | 0                 | 24       | 3      | 4           | 0          |
| K. Christensen  | 8          | 1          | 0           | 0          | 3                 | 2                 | 0                 | 0                 | 11       | 3      | 0           | 0          |
| M. Fukal        | 28         | 2          | 5           | 0          | 2                 | 0                 | 0                 | 0                 | 30       | 2      | 5           | 0          |
| M. Groth        | 1          | 0          | 0           | 0          | 0                 | 0                 | 0                 | 0                 | 1        | 0      | 0           | 0          |
| M. Heinz        | 11         | 0          | 1           | 0          | 1                 | 0                 | 0                 | 1                 | 12       | 0      | 1           | 1          |
| I. Hertzsch     | 19         | 0          | 3           | 0          | 3                 | 0                 | 0                 | 0                 | 22       | 0      | 3           | 0          |
| T. Hillenbrand  | 0          | 0          | 0           | 0          | 0                 | 0                 | 0                 | 0                 | 0        | 0      | 0           | 0          |
| B. Hollerbach   | 25         | 0          | 14          | 0          | 3                 | 0                 | 2                 | 0                 | 28       | 0      | 16          | 0          |
| N. Hoogma       | 27         | 1          | 4           | 0          | 1                 | 1                 | 0                 | 0                 | 28       | 2      | 4           | 0          |
| L. Jacobsen     | 12         | 1          | 1           | 0          | 0                 | 0                 | 0                 | 0                 | 12       | 1      | 1           | 0          |
| R. Kitzbichler  | 7          | 0          | 1           | 0          | 1                 | 0                 | 0                 | 0                 | 8        | 0      | 1           | 0          |
| S. Kling        | 6          | 0          | 1           | 0          | 1                 | 0                 | 0                 | 0                 | 7        | 0      | 1           | 0          |
| C. Ledesma      | 16         | 0          | 4           | 1          | 1                 | 0                 | 0                 | 0                 | 17       | 0      | 4           | 1          |
| M. Mahdavikia   | 26         | 2          | 0           | 0          | 2                 | 0                 | 0                 | 0                 | 28       | 2      | 0           | 0          |
| M. Maltritz     | 23         | 1          | 5           | 0          | 2                 | 1                 | 1                 | 0                 | 25       | 2      | 6           | 0          |
| E. Meijer       | 21         | 4          | 3           | 1          | 1                 | 0                 | 0                 | 0                 | 22       | 4      | 3           | 1          |
| M. Pieckenhagen | 34         | 0          | 0           | 0          | 3                 | 0                 | 0                 | 0                 | 37       | 0      | 0           | 0          |
| C. Rahn         | 9          | 1          | 1           | 0          | 1                 | 0                 | 0                 | 0                 | 10       | 1      | 1           | 0          |
| B. Romeo        | 26         | 14         | 3           | 0          | 3                 | 2                 | 2                 | 0                 | 29       | 16     | 5           | 0          |
| E. Sen          | 0          | 0          | 0           | 0          | 0                 | 0                 | 0                 | 0                 | 0        | 0      | 0           | 0          |
| N. Takahara     | 16         | 3          | 2           | 0          | 0                 | 0                 | 0                 | 0                 | 16       | 3      | 2           | 0          |
| T. Ujfaluši     | 31         | 2          | 5           | 1          | 3                 | 0                 | 0                 | 0                 | 34       | 2      | 5           | 1          |
| R. Wicky        | 26         | 0          | 4           | 0          | 2                 | 1                 | 1                 | 0                 | 28       | 1      | 5           | 0          |
| S. Wächter      | 0          | 0          | 0           | 0          | 0                 | 0                 | 0                 | 0                 | 0        | 0      | 0           | 0          |